# François Bergoeing
François Bergoeing, né le 31 mars 1750 à Saint-Macaire (province de Guyenne, actuel département de la Gironde), mort le 28 novembre 1829 à Bordeaux, est un homme politique de la Révolution française.

## Biographie
Il est le fils de Pierre Bergoeing, chirurgien, et de Jacquette Casenave.  
Au début de la Révolution française, il est élu maire de Saint-Macaire où il fonde une Société des Amis de la Constitution.  

### Mandat à la Convention
La monarchie constitutionnelle mise en application par la constitution du 3 septembre 1791 prend fin à l'issue de la journée du 10 août 1792 : les bataillons de fédérés bretons et marseillais et les insurgés des faubourgs de Paris prennent le palais des Tuileries. Louis XVI est suspendu et incarcéré, avec sa famille, à la tour du Temple.  
En septembre 1792, François Bergoeing est élu député suppléant du département de la Gironde, le quatrième sur six, à la Convention nationale. Il est appelé à siéger dès le début de la session : Nicolas de Condorcet, élu dans l'Aisne et dans la Gironde, opte pour le premier département.   
François Bergoeing siège sur les bancs de la Gironde. Lors du procès de Louis XVI, il vote « la réclusion », et se prononce en faveur de l'appel au peuple et du sursis à l'exécution de la peine. Le 13 avril 1793, il vote en faveur de la mise en accusation de Jean-Paul Marat. Le 9 mai, celui-ci le dénonce en retour, dans son journal, comme membre de la « faction des hommes d’État ».   
Le 21 mai, Bergoeing est élu membre de la Commission des Douze, le onzième sur douze par 175 voix, chargée d'examiner les arrêtés pris par la Commune insurrectionnelle de Paris. Le 25 mai, la Commission décrète l'arrestation de Jacques-René Hébert, substitut du procureur de la Commune et rédacteur du journal Le Père Duchesne. Le 28 mai, il ne prend pas part au scrutin su le rétablissement de la Commission, cassée la veille.   
À l'issue des journées du 31 mai et du 2 juin, François Bergoeing est décrété d'arrestation et maintenu à son domicile. Il s'enfuit de Paris et se cache dans le Finistère, notamment aux côtés de Jean-Baptiste Louvet (député du Loiret). Le 28 juillet, il est décrété hors-la-loi.   
Le 9 thermidor an II (le 28 juillet 1794), Maximilien de Robespierre et ses partisans sont éliminés. Le 18 ventôse an III (le 8 mars 1795), François Bergoeing et les vingt-trois derniers députés hors-la-loi sont réintégrés à la Convention.   
Il prend part à la réaction thermidorienne. Le 15 floréal an III (le 4 mai), il est élu membre du Comité de sûreté générale. Durant l'insurrection du 1er prairial an III (20 mai 1795), aux côtés de son collègue Augustin de Kervélégan (député du Finistère), il prend part à la défense de la Convention contre les insurgés.  

### Mandat aux Cinq-Cents
Sous le Directoire, en vendémiaire an IV (octobre 1795), François Bergoeing est élu député et siège au Conseil des Cinq-Cents. 
Le 2 vendémiaire an V (le 23 septembre 1795), il est élu secrétaire du Conseil aux côtés de Jacques-Charles Bailleul (député de Seine-Inférieure), Guillaume-Jean Favard (député du Puy-de-Dôme) et François Riou (député du Finistère) sous la présidence de Charles-Antoine Chasset (député du Rhône). 
Il est tiré au sort pour quitter le Conseil le 1er prairial an VI (le 20 mai 1798). Il est cependant réélu député au Conseil des Cinq-Cents aux élections de l'an VI (1798). 

### Du Consulat à la Restauration
Il s'oppose à Bonaparte et démissionne après le 18 brumaire (9 novembre 1799). Renvoyé à Saint-Macaire, il est appelé par Murat, alors roi de Naples, qui le fait gouverneur des domaines royaux à Naples. Il y vit jusqu'en 1824, puis se retire à Bordeaux.